# Neovulpavus
Neovulpavus — вимерлий рід хижоморфних ссавців. Скам'янілості знайдено в таких країнах: США (Вайомінг). Описано такі види: Neovulpavus mccarrolli, Neovulpavus washakius.